# Oleksovické vřesoviště
Oleksovické vřesoviště je přírodní památka poblíž obce Oleksovice v okrese Znojmo v nadmořské výšce 234–254 metrů. Důvodem ochrany jsou dvě malé pískovny s kolonií břehule říční (Riparia riparia) a navazující lesní porosty s dominantním vřesem obecným (Calluna vulgaris), cenná sukcesní stádia psamofytní vegetace s paličkovcem šedavým (Corynephorus canescens), bělolistem rolním (Filago arvensis) a bělolistem nejmenším (Filago minima).